# Jacinto Guerrero Torres
Jacinto Guerrero Torres (Ajofrín, 16 d'agost de 1895 - Madrid, 15 de setembre de 1951), va ser un compositor espanyol de sarsueles, un dels més populars i destacats dels anys vint i trenta del segle xx. Les seves limitacions tècniques (amb una orquestració efectiva i clara però un xic elemental i simple) es compensa amb escreix amb una gran inventiva melòdica, un tractament natural i fluid de la línia vocal i un sentit teatral molt destacable. La seva simplicitat musical esdevé una virtut per la immediatesa que atorga a l'acció.
Entre les seves obres, les més conegudes i representades són: La alsaciana (1921, en un acte, amb llibret de José Ramos Martín i el seu primer gran èxit, estrenada a Barcelona, al Teatre Tívoli), La montería (1922, en dos actes, del mateix llibretista, estrenada al Teatro Circo de Saragossa, i amb el conegut número "Hay que ver... las faldas que hace un siglo llevaba la mujer"), Los gavilanes (1923, en tres actes, també de Ramos Martín, estrenada al Teatro de la Zarzuela de Madrid), La sombra del Pilar (1924, en tres actes, la seva primera col·laboració amb Federico Romero i Guillermo Fernández-Shaw), El huésped del sevillano (1926, en dos actes, amb llibret de Juan Ignacio Luca de Tena i Enrique Reoyo, estrenada al Teatro Apolo de Madrid), La rosa del azafrán (1930, potser la seva obra més completa, en dos actes, amb llibret de Federico Romero y Guillermo Fernández-Shaw, estrenada al Teatro Calderón de Madrid), La fama del tartanero (1931, en tres actes, amb llibret de Luis Manzano i Manuel de Góngora, estrenada al Teatro Lope de vega de Valladolid) i El canastillo de fresas (estrenada pòstumament el 1951)

## Obres
| Data        | Obra                                                                   | Tipus d'obra         | Llibretistes                                                                                     | Estrena                      |
| ----------- | ---------------------------------------------------------------------- | -------------------- | ------------------------------------------------------------------------------------------------ | ---------------------------- |
| 1919, 14-2  | El Camino de Santiago (en col·laboració amb Eduardo Fuentes)           | Sarsuela             | Ángel i Manuel Díaz Enrich                                                                       | T. Martín (Madrid)           |
| 1920        | La cámara oscura.                                                      | Sarsuela             | José Ramos Martín                                                                                | T. Cervantes (Madrid)        |
| 1920        | Ramón del alma mía.                                                    | Sarsuela             | J. Ramos Martín                                                                                  | T. Apolo (Madrid)            |
| 1920        | Salustiano Patrono (en col·laboració amb Augusto Vela).                | Sarsuela             | Eduardo Pagés                                                                                    | T. Martín (Madrid)           |
| 1921, 12-11 | La alsaciana.                                                          | Sarsuela (1 acte)    | José Ramos Martín                                                                                | Teatre Tívoli (Barcelona)    |
| 1921        | La hora del reparto.                                                   | Sarsuela(1 acte)     | Pedro Muñoz Seca i Pedro Pérez Fernández                                                         | T. Apolo (Madrid)            |
| 1921        | El Otelo del barrio.                                                   | Sarsuela (3 actes)   | José Fernandez del Villar                                                                        | T. Apolo (Madrid)            |
| 1921        | El collar de Afrodita.                                                 | Sarsuela             | Eduard Marquina, Juan José Cadenas                                                               | T. Alcázar (Madrid)          |
| 1922, 24-11 | La montería.                                                           | Sarsuela (2 actes)   | José Ramos Martín                                                                                | T. Circo (Saragossa)         |
| 1922        | La reina de las praderas.                                              | Opereta (3 actes)    | Enrique Arroyo i Francisco Lozano                                                                | Teatre Nou (Barcelona)       |
| 1922        | El número 15.                                                          | Sarsuela(1 acte)     | Pedro Muñoz Seca i Pedro Pérez Fernández                                                         | T. Apolo (Madrid)            |
| 1922        | El rey nuevo.                                                          | Sarsuela             | P. Muñoz Seca, P. Pérez                                                                          | T. Apolo (Madrid)            |
| 1923        | Manolita la Peque.                                                     | Sarsuela (1 acte)    | José Ramos Martín                                                                                |                              |
| 1923, 7-12  | Los gavilanes.                                                         | Sarsuela (3 actes)   | José Ramos Martín                                                                                | Teatro de la Zarzuela        |
| 1923        | La luz de Bengala.                                                     | Sarsuela             | Antonio Paso                                                                                     | T. Martín (Madrid)           |
| 1923, 17-3  | Candido Tenorio.                                                       | Sarsuela (2 actes)   | José Fernandez del Villar                                                                        | T. Cervantes (Sevilla)       |
| 1923        | Teodoro y compañía.                                                    | Sarsuela (3 actes)   | Gavault y Marcel Voucey; Adaptació castellana Federico Reparaz Chamorro, José-Juan Cadenas Muñoz | T. de la Zarzuela            |
| 1924        | A la sombra.                                                           | Zarzuela             | -                                                                                                |                              |
| 1924, 16-11 | Don Quintín el amargao (o El que siembra vientos).                     | Sarsuela             | Carlos Arniches i Antonio Estremera                                                              | T. Apolo (Madrid)            |
| 1924, 11-4  | Lo que va de ayer a hoy.                                               | Sarsuela (3 actes)   | Antonio Ramos Martín i Emilio Ferraz Revenga                                                     | T. Apolo (Madrid)            |
| 1924, 3-10  | La sombra del Pilar.                                                   | Sarsuela (3 actes)   | Federico Romero i Guillermo Fernández Shaw                                                       | Teatre Novedades (Barcelona) |
| 1925        | María Sol.                                                             | Sarsuela (2 actes)   | José Ramos Martín                                                                                |                              |
| 1925        | Por los flecos del mantón.                                             | Sarsuela             | -                                                                                                | T. Apolo (Madrid)            |
| 1925        | ¡Vivan los novios!.                                                    | Sarsuela (1 acte)    | José Ramos Martín                                                                                |                              |
| 1925        | Todo el mundo futbolista o Manuela y su conquista.                     | Sarsuela             | -                                                                                                |                              |
| 1926, 3-3   | Las mujeres de Lacuesta.                                               | Sarsuela (2 actes)   | Antonio Paso (jr.), Francisco García Loygorri                                                    | T. Martín (Madrid)           |
| 1926        | Selecció d"El huésped del Sevillano".                                  | Orquestral (banda)   | -                                                                                                |                              |
| 1926, 3-12  | El huésped del Sevillano.                                              | Sarsuela (2 actes)   | Juan Ignacio Luca de Tena, Enrique Reoyo                                                         | T. Apolo (Madrid)            |
| 1926        | Quietos, un momento.                                                   | Sarsuela             | A. Paso, F. García Loygorri                                                                      | T. Martín (Madrid)           |
| 1927, 16-11 | Las alondras.                                                          | Sarsuela (2 actes)   | Federico Romero i Guillermo Fernández Shaw                                                       | Teatre Apol·lo (Barcelona)   |
| 1927, 4-6   | La hora de la verdad. Relojería (en col·laboració amb Enrique Estela). | Sarsuela (1 acte)    | Francisco Ramos de Castro, José Mesa Andrés i Manuel López Marín.                                | Teatro Apolo (Madrid)        |
| 1927        | Cornópolis.                                                            | Sarsuela             | Guillermo Perrín                                                                                 | T. Pavón (Madrid)            |
| 1927        | Las inyecciones (o El Doctor Cleofás Uthof vale mas que Varonoff).     | Sarsuela (1 acte)    | Pedro Muñoz Seca                                                                                 | T. Romea (Madrid)            |
| 1927        | Juan de Madrid.                                                        | Sarsuela (3 actes)   | Luis de Vargas                                                                                   |                              |
| 1927        | El sobre Verde.                                                        | Revista (2 actes)    | Enrique Paradas del Cerro i Joaquín Jiménez                                                      | T. Apolo (Madrid)            |
| 1927        | Los bullangueros.                                                      | Revista (2 actes)    | José Juan Cadenas i Emilio González del Castillo                                                 | T. Pavón (Madrid)            |
| 1928        | Viva la Cotorra, "andaluzada".                                         | -                    | Enrique Paradas, Joaquín Jiménez y Torres                                                        |                              |
| 1928        | Abajo las Coquetas.                                                    | Revista (2 actes)    | Antonio Paso (jr.) i Francisco García Loygorri                                                   | Teatro Eslava (Madrid)       |
| 1928        | La orgía dorada (en col·laboració amb Julián Benlloch).                | Revista (19 escenes) | Pedro Muñoz Seca, Pedro Pérez Fernández i Tomás Borrás                                           | T. Price (Madrid)            |
| 1928        | Martierra.                                                             | Sarsuela (3 actes)   | Alfonso Hernández Cata                                                                           |                              |
| 1929        | La Melitona.                                                           | Sarsuela(1 acte)     | Francisco de Torres i Enrique Paso                                                               |                              |
| 1929        | El tejar de Cantarranas.                                               | Sarsuela (3 actes)   | Enrique Paradas i Joaquín Jiménez                                                                |                              |
| 1930, 14-3  | La rosa del azafrán.                                                   | Sarsuela (2 actes)   | Federico Romero i Guillermo Fernández Shaw                                                       | T. Calderón (Madrid)         |
| 1930        | Campanela.                                                             | Sarsuela (1 acte)    | José Ramos Martín                                                                                | Teatre Apol·lo (Barcelona)   |
| 1930        | Colilla IV.                                                            | Sarsuela             | J. Ramos Martín                                                                                  | T. Cómico (Madrid)           |
| 1930        | El país de los tontos.                                                 | Sarsuela (1 acte)    | Francisco de Torres, Enrique Paradas i Joaquín Jiménez Martínez                                  | T. Martín (Madrid)           |
| 1930        | Selecció de «La rosa del azafrán».                                     | Orquestral (banda)   | -                                                                                                |                              |
| 1931        | Fantasia sobre «La fama del tartanero».                                | Orquestral (banda)   | -                                                                                                |                              |
| 1931        | Duro con ellas.                                                        | Sarsuela (1 acte)    | Francisco de Torres, Enrique Paradas i Joaquín Jiménez Martínez                                  |                              |
| 1931, 2-10  | La fama del tartanero.                                                 | Sarsuela (3 actes)   | Luis Manzano i Manuel de Góngora                                                                 | T. Lope de Vega (Valladolid) |
| 1931        | Pelé y Melé.                                                           | Sarsuela             | F. de Torres, J. Jiménez, E. Paradas                                                             | T. Martín (Madrid)           |
| 1931        | La loca juventud.                                                      | Opereta (1 acte)     | José Ramos Martín                                                                                |                              |
| 1931        | Miss Guindalera.                                                       | Revista (1 acte)     | Ángel Torres del Alamo i Antonio Asenjo Pérez                                                    |                              |
| 1932        | Sole, La Peletera.                                                     | Sarsuela (2 actes)   | Ángel Torres del Álamo y Antonio Asenjo Pérez                                                    |                              |
| 1933, 24-3  | El ama.                                                                | Sarsuela (3 actes)   | Luis Fernández Ardavín                                                                           | T. Ideal (Madrid)            |
| 1933        | ¡Gol!.                                                                 | Revista              | -                                                                                                |                              |
| 1933        | La camisa de la Pompadour.                                             | Sarsuela (3 actes)   | Joaquín Vela i Enrique Sierra                                                                    | T. Maravillas (Madrid)       |
| 1934        | Los Insaciables.                                                       | Sarsuela (3 actes)   | Joaquín Vela i Enrique Sierra                                                                    |                              |
| 1934, 5-9   | Colores y barro.                                                       | Sarsuela             | Serafín i Joaquín Álvarez Quintero                                                               | Coliseum (Madrid)            |
| 1934        | Peccata mundi.                                                         | Sarsuela             | Carlos Arniches, Antonio Estremera                                                               | T. Martín (Madrid)           |
| 1935        | La Españolita.                                                         | Sarsuela (3 actes)   | Luis Fernández Ardavín                                                                           | T. Fontalba (Madrid)         |
| 1936        | La Cibeles.                                                            | Sarsuela             | Federico Romero, Guillermo Fernández-Shaw                                                        | T. Fontalba (Madrid)         |
| 1936        | Los Brillantes.                                                        | Sarsuela             | -                                                                                                |                              |
| 1936        | ¡Hip! ¡hip! ¡¡hurra!!.                                                 | Revista (18 escenes) | Joaquín Vela y Enrique Sierra                                                                    |                              |
| 1936        | La sota de oros.                                                       | Revista (2 actes)    | Enrique Paradas y Joaquín Jiménez                                                                |                              |
| 1936        | La sal por arrobas (en col·laboració amb Pablo Luna Carné).            | Sarsuela (2 actes)   | Antonio Paso                                                                                     |                              |
| 1936        | Los Faroles.                                                           | Sarsuela (1 acte)    | Enrique Paradas i Joaquín Jiménez                                                                |                              |
| 1938        | Candelaria, marxa processional.                                        | Orquestral (banda)   | -                                                                                                |                              |
| 1939, 11-3  | Los brillantes                                                         | Sarsuela             | Antonio Quintero, Adolfo Torrado                                                                 | T. San Fernando (Sevilla)    |
| 1939        | Carlo Monte en Montecarlo.                                             | Sarsuela             | Enrique Jardiel Poncela                                                                          | T. Infanta Isabel (Madrid)   |
| 1941, 12-4  | La canción del Ebro.                                                   | Sarsuela             | Enrique Reoyo, Enrique Calonge                                                                   | Coliseum (Madrid)            |
| 1941, 24-4  | Déjate querer.                                                         | Revista              | Juan José Cadenas, Antonio Paso                                                                  | Teatre Còmic (Barcelona)     |
| 1942        | La Media de Cristal.                                                   | Revista              | -                                                                                                |                              |
| 1943, 3-9   | Loza Lozana.                                                           | Sarsuela             | Federico Romero, G. Fernández-Shaw                                                               | Coliseum (Madrid)            |
| 1944        | Tiene Razón Don Sebastián.                                             | Sarsuela             | -                                                                                                | T. Principal (Saragossa)     |
| 1944, 21-12 | Cinco minutos nada menos.                                              | Opereta (2 actes)    | José Muñoz Román                                                                                 | T. Martín (Madrid)           |
| 1947, 5-4   | La Blanca doble.                                                       | Revista              | -                                                                                                | T. La Latina (Madrid)        |
| 1949        | Los Países Bajos.                                                      | Sarsuela             | Enrique Paradas, Joaquín Jiménez                                                                 | T. Circo (Saragossa)         |
| 1950        | Tres Gotas Nada Más.                                                   | Revista              | -                                                                                                |                              |
| 1951, 16-11 | El canastillo de fresas.                                               | Sarsuela             | Guillermo i Rafael Fernández-Shaw                                                                | T. Albéniz (Madrid)          |
| 1951        | Cancionero, musical.                                                   | Musical              | Pedro Echevarría Bravo                                                                           |                              |
| -           | Perico Chicote.                                                        | Orquestral (banda)   | -                                                                                                |                              |
| -           | Las tentaciones.                                                       | -                    | -                                                                                                |                              |
| -           | Arriba y abajo.                                                        | -                    | Francisco de Torres i Ricardo González del Toro                                                  |                              |